# Amorrite
Cet article concerne la langue amorrite. Pour le peuple amorrite, voir Amorrites.
L’amorrite est une langue sémitique, parlée par le peuple amorrite ayant vécu en Syrie, en haute et basse Mésopotamie entre la fin du IIIe millénaire et le début du IIe millénaire av. J.-C. Cette langue est encore fortement marquée d’archaïsmes comme le montre son système phonologique ainsi qu’un certain nombre d’isoglosses avec l’akkadien. Seules la fréquence de certains parallélismes et la proximité de son lexique avec l’hébreu, l’araméen ou l’ougaritique font, selon toute vraisemblance, de l’amorrite une langue cananéenne. Pour Giovanni Garbini, il s’agit d’une langue structurellement nouvelle dans laquelle il voit « a kind of modernization of a language of Eblaite type. This means, that if Amorites conquer new lands and cities, other languages may accept the same modernisation without losing much of their own identities: this is what I have called amoritization ».

## Aperçu historique
Le mot akkadien amurrum ou son équivalent sumérien MAR.TU par lesquels les sources mésopotamiennes désignaient les terres de « l’Occident », fut également utilisé pour nommer l’ensemble des populations sémites semi-nomades qui occupaient alors cette vaste région située à l’Ouest de l’Euphrate. L’une des plus anciennes mentions de ces amurrû/MAR.TU remonte au règne du roi Shar-kali-sharri (2217-2193 av. J.-C.), fils de Narām-Sîn, qui eut à les affronter près du mont Basar (l’actuel Ğebel Bišri) alors qu’ils pénétraient plus avant sur les territoires de l’Ouest.

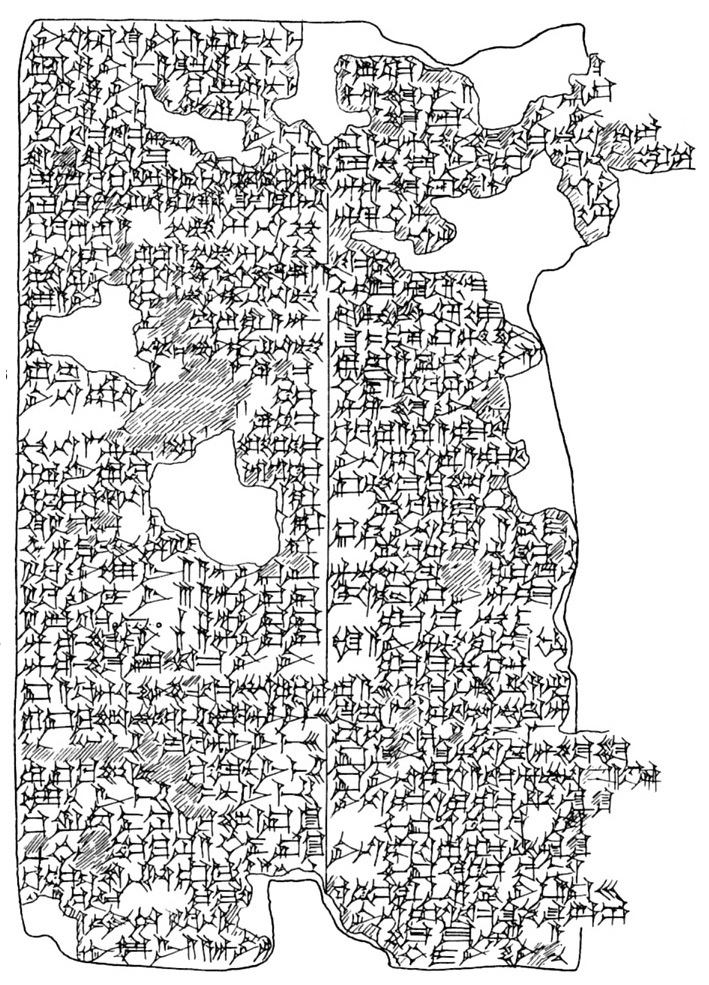
Tablette CBS 14061 évoquant les Amorrites

Malgré l’opinion fortement négative des sédentaires de Mésopotamie qui voyaient en eux un « peuple ravageur, aux instincts de bêtes sauvages », un nombre non négligeable d’Amorrites réussit néanmoins à s’assimiler et même à occuper d’importantes fonctions dans les rouages de l’administration des cités mésopotamiennes. Avec la désorganisation politique générale qui suivit la chute de la Troisième dynastie d'Ur vers 2004 av. J.-C., quelques chefs de tribus et surtout quelques-uns de ces hauts fonctionnaires amorrites, parmi lesquels il faut citer Naplānum (2025-2005) qui devint roi de Larsa vers 2025, profitant du marasme environnant, se taillèrent de petits royaumes dans les vestiges de l’empire de Sumer et d’Akkad. Plus tard au XVIIIe siècle av. J.-C., un autre amorrite, Hammurabi de Babylone donna leurs lettres de noblesse à ces anciens nomades, fondant en 1792 la première dynastie de Babylone dont le rayonnement dépassa largement les frontières du Tigre et de l’Euphrate. 
Dès lors, parfaitement assimilés à la population mésopotamienne, les Amorrites en adoptèrent totalement le mode de vie et la langue, ne conservant de leurs origines que leurs propres noms. Ces anthroponymes, constituant généralement de courtes phrases, sont en l’absence de toute documentation écrite, les seules traces qui nous soient parvenues de la langue originelle parlée par ces anciennes populations de « l’ouest ». Bien que laconique, cette documentation révèle néanmoins, un idiome appartenant à la famille sémitique, distinct de l’akkadien quoique principalement attesté en milieu akkadophone et apparenté au rameau « occidental » auquel appartiennent entre autres l’hébreu, l’araméen, le phénicien ou l’ougaritique.
Le premier à s’intéresser aux problèmes posés par l’anthroponymie amorrite fut certainement F. Hommel qui dès 1897 s’attacha à mettre en parallèle certains noms « cananéens » avec leurs équivalents hébraïques. Plus tard en 1926, T. Bauer entreprit une étude méthodique du matériel onomastique déblayant ainsi le terrain à I. Gelb dont les travaux marquèrent un tournant décisif. Après avoir repris et complété le corpus, ce dernier eut, en effet, l’idée d’utiliser pour son analyse, les moyens informatiques à sa disposition. En 1980, il publia ses conclusions dans son monumental et désormais incontournable Computer Aided Analysis of Amorite. Depuis, grâce en particulier aux travaux de E. Knudsen, nos connaissances sur cette langue n’ont cessé de se préciser.

## Les problèmes graphiques
Les connaissances de l’amorrite reposent sur l’étude des noms conservés principalement dans les textes mésopotamiens. Or l’usage de l’écriture cunéiforme employée dans cette documentation pose un certain nombre de problèmes pour la restitution de l’amorrite. En effet, ce système graphique mis au point par les Sumériens pour leur propre langue (non sémitique) n’est pas approprié à une transcription précise du système phonologique sémitique. Si pour l’akkadien la disparition de certains phonèmes sous l’influence du sumérien avait en partie résolu le problème, il n’en fut pas de même pour l’amorrite dont la phonologie plus riche avait conservé une bonne part des emphatiques, laryngales, dentales ou sifflantes du système commun inconnues en sumérien. Pour pallier ces inconvénients, les scribes mésopotamiens firent souvent preuve d’ingéniosité, utilisant les proximités sonores, faisant fi de certains traits caractéristiques ou encore préférant l’idéographie à la transcription stricte des sons de la langue. Sans entrer dans le détail de ces procédés, on peut comprendre à quel point un système d’écriture peut se révéler une barrière difficile à franchir pour qui veut étudier la langue sous-jacente. C’est pourquoi seule une étude attentive des habitudes orthographiques scribales peut permettre d’envisager une reconstruction fidèle de la phonologie et d’entreprendre légitimement l’étude du système linguistique.

## Le système phonologique

### Le système vocalique
Le système vocalique de l’amorrite reconnaît les voyelles /a/, /i/ et /u/ auxquelles s’associent les formes longues correspondantes /ā/, /ī/, /ū/ ainsi que les timbres /ē/ et /ō/. Certaines de ces voyelles connaissent quelques mutations contextuelles caractéristiques comme le passage de /i/ à [e] en syllabe fermée ou devant un l final, ou encore, le passage de /a/ à [e] en frontière de mot ou de morphème. De même, le /ā/ du sémitique commun est conservé en amorrite à l’instar de l’ougaritique et de l’araméen alors qu’il devient [ō] en phénicien ou en hébreu. Il n’est pas rare, non plus, d’observer quelquefois dans l’écriture, des phénomènes d’élisions vocaliques en syllabe ouverte tels que ia-aq-rum-DINGIR à côté de ia-qar-DINGIR.
L’existence des diphtongues [aw], [ay] est un problème encore largement débattu dans la mesure où celles-ci n’apparaissent pas clairement dans l’écriture. Il est en effet difficile de se prononcer sur la nature du phonème transcrit au moyen du graphème U qui nous renvoie indifféremment à la diphtongue [aw] ou à la voyelle longue [ō]. Le problème est identique avec [ay] qui fait généralement l’objet d’une monophtonguisation en [ē] : a-bi-ḫi-il = /abī-ḫel/. En revanche, la diphtongue étymologique [*ay] préservée devant /y/ : ḫa-ia-tum = /ḥayyatu/ de même que la diphtongue longue [āy] que l’on retrouve dans la formation des nisbés paraissent incontestables.
Enfin il faut remarquer le passage caractéristique en amorrite du glide /w/ à [y] en position initiale : ia-qar-DINGIR = /yaqar-El/. Par ailleurs, sans toutefois pouvoir fournir de preuve directe à partir du corpus, il est probable qu’un passage de /ia / à [ê] ait existé, si l’on admet que ce même phénomène, observé dans l’akkadien de Mari, est le fait d’une influence linguistique de l’amorrite sur le mariote.

### Le système consonantique
La détermination du système consonantique de l’amorrite reste difficile à établir en raison de l’inadéquation du système graphique. La correspondance signe / phonème n’étant pas toujours appréciable dans la mesure où un signe cunéiforme couvre souvent plusieurs phonèmes à la fois. Par ailleurs, lorsque l’ambiguïté ne réside pas dans la polyphonie d’un signe, rien ne vient attester la stricte égalité entre le phonème auquel le signe renvoie et le phonème réel que le signe cherche à transcrire. La prise en compte de ces distorsions, oblige donc nécessairement à distinguer parmi les phonèmes consonantiques, ceux qui sont attestés de manière non équivoque, tels que : b, g, d, ḏ, ṭ, k, l, m, n, p, q, r, ś, š, t de ceux qui sont sujets à caution comme : ’, h, z, ḥ, s, ‘, ṣ transcrits au moyen de signes cunéiformes polyphoniques. Les phonèmes ġ, ḍ, ṯ, ḫ tout en demeurant probables, restent quant à eux difficiles à mettre en évidence. 
Certaines de ces consonnes subissent diverses modifications conditionnées par le contexte, parmi lesquelles il faut noter l’apocope de /’/ en position initiale.

## Morphologie

### Le système pronominal
A l’instar des autres langues sémitiques l’amorrite semble posséder deux systèmes de pronoms personnels : l’un indépendant, l’autre suffixé.

#### Le pronom indépendant
En ce qui concerne les pronoms indépendants, l’amorrite présente deux allomorphes de la première personne du singulier : anā et anāku : 
- a-na-ma-DINGIR
- a-na-ku-DINGIR-lam

Il est plus difficile en revanche de se faire une idée précise de la nature de la troisième personne. Si des formes šū et šī comparables à celles que l’on rencontre en akkadien pour le masculin et le féminin singulier sont effectivement attestées dans šu-ḫa-am-mu = /šū-‛ammu/ et ši-ma-li-ki = /šī-maliki/, rien ne prouve qu’elles ne soient pas en réalité le résultat d’une influence de l’akkadien. Notons par ailleurs l’existence d’un pronom démonstratif en /ḏū/.

#### Le pronom suffixe
Les pronoms suffixes également deux allomorphes pour la première personne du singulier, utilisant une forme -ī après consonne ainsi qu’après les noms au nominatif et une forme en -ya placée, quant à elle, après une voyelle quelconque ou après le glide /y/.
- a-bi-dDagan = /’Abī-Dagan/	« Mon père est Dagan »
- bi-in-i-li-ya = /Bin-’iliya/	« Le fils de mon dieu »

L’orthographe du suffixe de troisième personne utilisant, de manière systématique, les graphies Cu-u2 au masculin et Ca-a au féminin laisse respectivement supposer des formes pronominales en -hū et -hā :
- i-la-kab-ka-bu-u2 = /El kabkab-uhū/ « Elle est son étoile »

Toutefois, E. Knudsen propose en vertu de ce qu’il appelle la mirror formation une reconstruction de la forme de ces pronoms en -uhū et ahā : « since no case distinctions are involved, an analysis as mirror formation -uhū and ahā would seem preferable ».
Il est intéressant de noter, ici, la possible coexistence d’un pronom indépendant troisième personne en šū et šī, à condition d’en reconnaître le caractère autochtone, aux côtés d’une forme suffixée en aspirée.

### Le nom

#### La mimation
Il est difficile de se prononcer sur la situation de la mimation (terminaison des noms en -m, à l'instar de l'akkadien ancien) en amorrite, dans la mesure où son utilisation présente de trop nombreuses irrégularités. Il est tout au plus possible de constater la fréquence relative de son emploi en finale de mot isolé, et sa rareté en fin ou milieu de noms composés.

#### Le système casuel
L’existence d’une déclinaison des noms est quant à elle largement attestée. Toutefois si l’on rencontre de nombreuses occurrences de substantifs au nominatif, il n’en est pas de même pour les formes obliques de l’accusatif qui demeurent plus rares dans le corpus. D’un point de vue morphologique le système est identique à celui de l’akkadien :
- Nominatif :	a-ta-am-ru-um =/’Atamrum/
- Accusatif :	a-ta-am-ra-am =/’Atamram/
- Génitif :	a-ta-am-ri-im =/’Atamrim/

#### Suffixes de formations nominales
De même que l’ancien akkadien ou l’éblaïte, l’amorrite connaît un suffixe prédicatif en -a que l’on trouve par exemple dans zu-ra-DINGIR = /ṯūra-El/ « El est un roc » ou encore dans le nom du roi am-mi-za-du-ga = /‘Ammī-ṣaduqa/ « Mon oncle est juste ». Son utilisation semble néanmoins optionnelle puisque certains substantifs incontestablement construits de manière prédicative, n’en font pas usage : ia-ḫa-ad-DINGIR = /yaḥad-El/.
D’autre part, comme l’illustre très clairement la formation du nom divin ilā « El » à partir du substantif ilu « dieu », l’amorrite utilise la terminaison -ā pour former un nom propre à partir d’un nom commun, il se rapproche en cela de l’hébreu qui utilise aux mêmes fins la terminaison -ō.
Par ailleurs le gentilice ia-mu-ut-ba-la-i = /yamut-ba‘āy/ formé sur le nom géographique Yamut-ba‘l montre que l’amorrite à l’instar de l’araméen forme ses nisbés au moyen de la terminaison -āy. 

### Le système verbal

#### Les aspects verbaux
De même que l’akkadien, l’amorrite possède un prétérit construit par préfixation, contrairement à la formation traditionnelle connue dans les autres langues de l’aire Ouest sémitique qui utilisent plutôt un système opposant formes préfixées et formes suffixées pour distinguer l’inaccompli de l’accompli. D’un point de vue strictement sémantique le prétérit amorrite semble posséder les valeurs d’un passé narratif ou résultatif. Il en va malheureusement tout autrement pour la détermination de la nature de l’imperfectif puisqu'à ce jour, le corpus en notre possession ne permet pas d’en confirmer l’existence. En revanche, il est possible d’attester la présence d’un parfait, de participes et d’un impératif. Notons toutefois qu’à la différence de l’hébreu ou de l’ougaritique l’amorrite construit son jussif (précatif) troisième personne du masculin en utilisant comme l’akkadien la préformante la-. 
- Prétérit :	ia-am-li-ik-DINGIR
- Parfait :	ma-la-ak-ì-lì
  - ma-la-ku-il
- Jussif :	la-am-li-ik

#### Le système dérivationnel
Parmi les formes verbales attestées dans le corpus des anthroponymes amorrites seul le thème du Hiphil est confirmé aux côtés de la forme de base Qal (thème G). En revanche l’existence d’un Niphal (thème N) ou d’un Piel (thème D) de même que celle des formes surcomposées au moyen de l’infixe -ta-, sont plus difficiles à mettre en évidence. Notons que contrairement à l’akkadien, l’amorrite ne semble pas posséder de thème en Š.
- Qal :				ba-ta-aḫ-rum
- Piel :				mu-sa-li-nu
- Hiphil :	Prét.		ia-ki-in-dIM
- Partc. Act.	me-ki-nu-um
- Niphal :			na-am-si-e-dIM

#### Les verbes faibles
Les verbes faibles sont quant à eux largement représentés. L’on retrouve ainsi la classe des verbes primae w et y que l’on retrouve par exemple dans le prétérit par i-ba-al ainsi que dans le parfait par ia-ba-al ; la classe des primae n attestés dans le prétérit ia-an-ti-in ; celle des secundae w et y que l’on reconnaît dans le prétérit ia-šu-ub-DINGIR, le parfait ša-bi-DINGIR ou l’impératif šu-ub-di-la et enfin la classe des tertiae w et y attestés au prétérit avec ia-ab-ni-dDagan ainsi qu’au participe actif avec ba-ni-me-el.

### Les particules
La connaissance des particules de l’amorrite est relativement restreinte du fait de leur absence dans les compositions onomastiques. Parmi celles qui sont attestées, l’adverbe taḥtun « sous » que l’on retrouve à deux reprises dans le corpus, mérite toutefois notre attention dans la mesure où nous y retrouvons peut-être le suffixe -n employé en ougaritique ainsi qu’en sudarabique après une préposition.